# Antoine Guignard
Antoine Guignard (* 30. Juli 1984 in Le Sentier) ist ein ehemaliger Schweizer Skispringer.

## Werdegang
Guignard begann seine internationale Karriere 2001 im Skisprung-Continental-Cup. Bei der Junioren-Weltmeisterschaft 2002 in Schonach im Schwarzwald erreichte er im Einzel den 26. Platz. Nachdem er zwischen 2002 und 2006 international pausiert hatte, startete er 2006 nach zwei Springen im FIS Cup wieder im Continental Cup. Am 10. März 2007 gab er in Lahti im Teamspringen sein Debüt im Skisprung-Weltcup. Dabei erreichte er mit der Mannschaft den 6. Platz. Ein Jahr später erreichte er bei der Skiflug-Weltmeisterschaft 2008 mit dem Team den 9. Platz in Oberstdorf. Die Continental-Cup-Saison 2007/08 beendete er als bis dahin erfolgreichste seiner Karriere auf dem 34. Platz der Gesamtwertung. Bei der Schweizer Meisterschaft 2008 erreichte er mit dem Team den 2. Platz. In der Saison 2009/10 konnte er sich im Weltcup für keinen einzigen Wettkampf qualifizieren und im Continental Cup keinen einzigen Punkt holen. Aufgrund dieser Ergebnisse beendete er 2010 seine Karriere.

## Erfolge

### Grand-Prix-Platzierungen
| Saison | Platz | Punkte |
| ------ | ----- | ------ |
| 2007   | 081.  | 002    |

### Continental-Cup-Platzierungen
| Saison  | Sommer | Sommer | Winter | Winter | Gesamt | Gesamt |
| Saison  | Platz  | Punkte | Platz  | Punkte | Platz  | Punkte |
| ------- | ------ | ------ | ------ | ------ | ------ | ------ |
| 2006/07 | –      | –      | –      | –      | 077.   | 048    |
| 2007/08 | –      | –      | –      | –      | 034.   | 178    |
| 2008/09 | –      | –      | –      | –      | 116.   | 022    |